# دولت نخست علی سهیلی
دولت نخست علی سهیلی یکی از دولت‌های دوران پادشاهی مشروطه در دورهٔ پهلوی است که از اسفند ۱۳۲۰ تا مرداد ۱۳۲۱ فعالیت کرد. رئیس این دولت، علی سهیلی بود.
پس از استعفای محمدعلی فروغی، نمایندگان مجلس در ۱۶ اسفند ۱۳۲۰ به زمامداری علی سهیلی ابراز تمایل کردند. در پی آن، فرمان نخست‌وزیری سهیلی همان روز توسط شاه صادر شد. پس از آن، سهیلی هیئت وزیران خود را روز ۱۸ اسفند به حضور شاه و سپس در همان روز به مجلس شورای ملی معرفی کرد. مجلس شورای ملی در ۲۱ اسفند با ۱۰۱ رأی از ۱۰۴ نفر به دولت وی رأی اعتماد داد.
این دولت روز ۸ مرداد ۱۳۲۱ مستعفی شد.